# Швабская война
Швабская война (нем. Schwabenkrieg) — вооружённый конфликт 1499 года между Швейцарским союзом и Швабским союзом, поддерживаемым императором Священной Римской империи Максимилианом I.

## Предыстория
На фоне централизации власти во многих государствах Европы в Священной Римской империи Германской нации было принято решение о проведении «Имперской реформы» — реформы, якобы направленной на объединение государства, но в реальной жизни закрепившей политическую раздробленность империи. В 1495 году рейхстагом в Вормсе проект был утверждён. Основой для его реализации должны были выступить объединения городов. С этой целью был создан Швабский союз, расположенный на юге империи.
22 сентября 1495 года посланники Максимилиана I выдвинули Швейцарской конфедерации просьбу принять резолюции Вормсского рейхстага. Вопреки широко распространенному мнению, что конфедераты отклонили реформу, швейцарцы не приняли никакого решения по этому вопросу, а заняли выжидательную позицию. Однако, в феврале 1496 года они прямо отказались платить общий пфенниг (Имперский налог), утверждая, что это неслыханное нововведение. И это не было принципиальным шагом против Империи, а оставалось в рамках того, что было принято даже на основных территориях империи. Конфедераты не сделали никаких принципиальных заявлений по другим частям реформ Вормса ни тогда, ни позже..
Сразу же после начала реформы Швейцарский союз начал переговоры с Францией. Он уже заключал договоры о помощи с французскими королями в 1453 году, 1470 году, 1474 году и 1475 году.
Тем временем Максимилиан I, представитель династии Габсбургов, после избрания императором, решил «укрепить» свою власть в регионе и предотвратить сепаратизм. Он понял, что присутствие французов в южной части Швабии ослабит германское влияние на юге империи, тем самым поставив под угрозу безопасность в Австрии и Швабии. В 1497 году был утверждён план защиты от возможного нападения войск Швейцарского союза. Фактически войной руководил Максимилиан I, поэтому в том же году Швабским союзом ему было сообщено, что он может рассчитывать на союз только как на помощника в регионе, а не как на союзника общеимперского значения, и должен к финансированию войны подключить всю империю.

## Ход войны

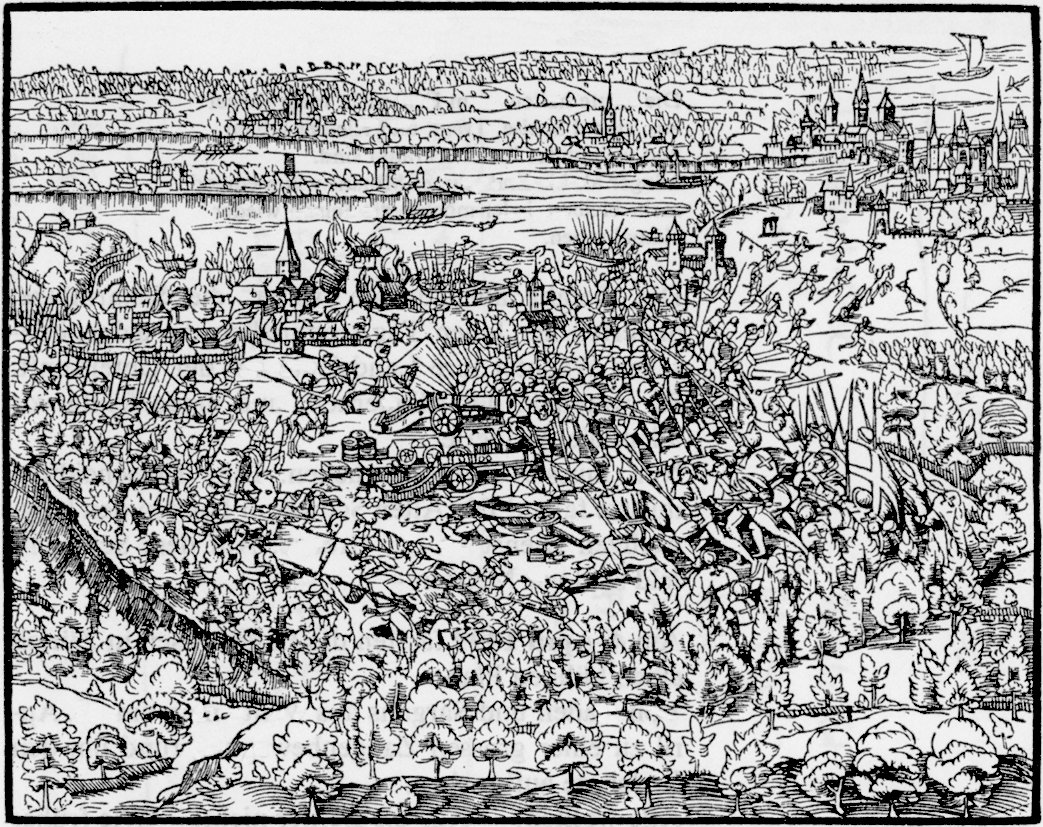
Битва при Швадерлохе 11 апреля 1499 г. Гравюра из цюрихского издания хроники Иоганна Штумпфа (1548)

В начале года в Швейцарский союз стали прибывать французские наёмники.
20 января 1499 года в городе Констанц Швабский союз официально объявил войну Швейцарскому. Командовать армией Швабского союза стал сам император. Князья не пожелали принять в войне участия. Императору были выделены 2000 человек пехоты и 4 помощника из местных городов. 26 января окончательно были утверждены причины, по которым Швабский союз должен воевать. Следуя им, он был обязан объявить войну Швейцарскому союзу из-за обязательств перед императором.
В феврале 1499 года 2000 человек пехоты, предоставленные императору, были распущены по домам, так как денег на их содержание попросту не хватало, а тем временем к концу месяца швейцарцы выставили 11 000 кнехтов. 22 февраля произошло первое крупное сражение при Харде, закончившееся безусловной победой конфедерации, несмотря на явный численный перевес и превосходство в артиллерии имперского войска. Швабский союз проигрывал: не было данных разведки, князья отказывались воевать, не хватало людей.
В марте Швейцарский союз продолжил череду побед (битва при Брудерхольце), опять, главным образом, из-за несобранности швабской армии. Жители Швабии войной этой были недовольны, имперское войско собрать никак не удавалось, призванные в него солдаты постоянно дезертировали, а наёмники отказывались воевать.
11 апреля 1499 года швейцарцы нанесли армии Швабского союза поражение в битве при Швадерлохе. Согласно «Хронике Швабской войны» люцернского летописца Никлауса Шрадина, накануне сражения швабские наёмники разорили швейцарские деревни Эрматинген, Трибольтинген и Бах. Сильно напившись и нагрузившись награбленным добром, они возвращались в Констанц, когда были атакованы швейцарцами, сидевшими в засаде в лесу. Несмотря на внезапность нападения, сопровождавшегося оглушительным шумом от барабанного боя, воя труб, криков и свиста противника, швабы попытались организовать оборону, зарядив пушки и аркебузы, но нетрезвые артиллеристы не могли попасть в наступающих, которых, в довершение всего, укрывал дым от беспорядочной стрельбы. В панике швабы бежали к Боденскому озеру, в котором многие утонули; причём пленных швейцарцы не брали. Трофеями последних стали артиллерия, стрелковое оружие и доспехи швабов.
Несмотря на это, в мае швейцарцам был нанесён ряд поражений. Теперь и в швейцарской армии начались проблемы, в частности, не хватало еды. Одновременно с этим Генрих фон Фюрстенберг, командующий войсками Швабского союза, жаловался на нехватку боеприпасов и артиллерийских орудий.
22 июля 1499 года последовала новая победа швейцарцев при Дорнахе близ Золотурна.
По одной из оценок, за первые шесть месяцев 1499 года было сожжено двести деревень и убито двадцать тысяч человек с обеих сторон реки Рейн. Десятки тысяч мирных жителей погибли, многие из-за голода, а Швейцария, Швабия и Тироль наполнились беженцами. В регионах, наиболее опустошенных войной, вспыхнула чума, что увеличило и без того ошеломляющие потери. Кроме того, широко распространялись сообщения о нападениях диких животных, испробовавших человеческой плоти из-за большого количества непогребенных трупов
12 августа 1499 года войска из Бадена, Бранденбурга и Вюртемберга, руководимые своими лидерами, без разрешения императора покинули Швабию. Сразу после этого между швейцарцами и императором было заключено перемирие, вслед за которым 22 сентября заключён был и окончательный мир в Базеле.

## Итог
В результате войны Швейцарский союз, позже конфедерация, стала фактически независимой от Священной Римской империи. Швейцарская конфедерация стала основой для создания современного государства Швейцария. Со Священной Римской империей был подписан Базельский мир. В швейцарской историографии XIX века этот договор считается важным шагом к фактической независимости Швейцарии от Священной Римской Империи. В настоящее время принято считать, что Базельский мир не стал поворотным моментом в вопросе конституционной принадлежности Конфедерации к Империи, а скорее положил конец региональному конфликту между Максимилианом I и Швабской лигой с одной стороны, и епископом Кура Генрихом фон Хевеном, Тремя лигами и Швейцарской конфедерацией с другой.
Тем не менее, договор существенно усилил позиции Конфедерации внутри Империи, и прямым его следствием стало присоединение ранее ассоциированных Базеля и Шаффхаузена в 1501 году. Отношения с Империей упоминаются лишь в 9 пункте договора, в котором Максимилиан обещал положить конец всем распрям и судебным искам с конфедерацией и её союзниками, имперская опала и все эмбарго против швейцарских кантонов прекращались. Отсутствие прямого упоминания в договоре отношений швейцарцев с Империей говорит в пользу того, что швейцарцы вели войну против Максимилиана I как эрцгерцога Австрийского и графа Тирольского, а не как главы Империи.
Швабия понесла огромные экономические потери, города не получили никакой выгоды.
Швабская война стала важным пунктом в истории артиллерии. Под командованием Максимилиана I Австрия добилась значительных успехов в унификации калибра и длины ствола во время войны. Таким образом, артиллерия стала более точной и способной покрывать большие расстояния, что сделало войну более смертоносной перспективой для швейцарских наемников, вооруженных пиками и алебардами на полях сражений Европы. Эти технологические новшества ознаменовали начало конца расцвета швейцарских пикинёров.